# North Hudson (Wisconsin)
Pour les articles homonymes, voir North Hudson.
North Hudson est un village du comté de Sainte-Croix, dans l'État du Wisconsin, aux États-Unis. En 2020, il comptait une population de 3 803 habitants.